# George Nader

George Nader

George Nader (* 19. Oktober 1921 in Pasadena, Kalifornien; † 4. Februar 2002 in Woodland Hills, Kalifornien) war ein US-amerikanischer Schauspieler. In den 1960er Jahren war er im deutschsprachigen Raum in der Rolle des FBI-Agenten Jerry Cotton sehr erfolgreich.

## Leben
Schon zu Schulzeiten interessierte sich Nader fürs Theater und spielte in mehreren Stücken am Pasadena Playhouse. Hierdurch gelangte er auch an zunächst kleinere Rollen in diversen Filmen. Seine erste Hauptrolle spielte Nader im 3D-Film Robot Monster.
In den 1950er Jahren war er zeitweise recht erfolgreich. Für seine Rolle in dem Film Die Nacht der Rache erhielt er 1955 den Golden Globe Award als Bester Nachwuchsdarsteller. Naders Karriere erreichte mit dem Film Klar Schiff zum Gefecht (Away All Boats, 1956) ihren Höhepunkt. Danach verebbte der Erfolg im Kino und er versuchte sich in zahlreichen Fernsehserien. Nach einigen Folgen als Hauptdarsteller in den Serien The Further Adventures of Ellery Queen (1958/59) und bei Gefährliche Experimente (The Man and the Challenge, 1959/60, 36 Folgen) erhielt Nader 1961 die Hauptrolle in der Krimiserie Shannon klärt auf (Shannon), in der er einen Versicherungsdetektiv spielte. Dabei verwendete er als Gadgets oft eine in einem Suchscheinwerfer eingebaute Kamera oder ein Mikrofon, das in seiner Armbanduhr eingebaut war. Die Serie lief auch im deutschen Fernsehen im Ersten und brachte es ebenfalls auf 36 Folgen.
Mitte der 1960er Jahre ging er schließlich nach Europa, wo ihm ab 1965 ein erfolgreiches Comeback im Kino als Titelheld in deutschen Jerry-Cotton-Verfilmungen gelang. 1968 erhielt er von den Lesern der deutschen Jugendzeitschrift Bravo den Silbernen Bravo Otto und 1969 den Bronzenen Bravo Otto. Nach einer Augenverletzung im Jahre 1974 zog er sich aus der Filmbranche zurück und widmete sich dem Schreiben. Sein 1978 veröffentlichtes Buch Chrome sorgte für Aufsehen, da es der erste Science-Fiction-Roman mit homosexuellem Inhalt war.
Nader war eng befreundet mit dem Schauspieler Rock Hudson, der 1985 an Aids starb und ihm ein großes Vermögen hinterlassen haben soll. Hollywood-Insider führen Naders weitgehende Erfolglosigkeit in Amerika unter anderem auf sein früh vollzogenes Coming-out als Homosexueller zurück. Er lebte bis zu seinem Tod mit seinem Lebenspartner Mark Miller, mit dem er seit 1951 zusammen gewesen war, auf der Hawaii-Insel Maui oder auf einem Anwesen in Palm Springs.

## Filmografie (Auswahl)
- 1950: Rustlers on Horseback
- 1951: Rommel, der Wüstenfuchs (The Desert Fox: The Story of Rommel)
- 1951: Dem Satan singt man keine Lieder (The Prowler)
- 1952: Ein Fremder ruft an (Phone Call from a Stranger)
- 1952: Monsun (Monsoon)
- 1953: Robot Monster
- 1954: Die Nacht der Rache (Four Guns to the Border)
- 1955: Seine letzte Chance (Six Bridges to Cross)
- 1956: Klar Schiff zum Gefecht (Away All Boats)
- 1957: Wem die Sterne leuchten (Four Girls in Town)
- 1957: Die Rose von Tokio (Joe Butterfly)
- 1958: Gejagt (Nowhere to Go)
- 1958–1959: The Further Adventures of Ellery Queen (Fernsehserie, 25 Folgen)
- 1959–1960: Gefährliche Experimente (The Man and the Challenge; Fernsehserie, 36 Folgen)
- 1961–1962: Shannon klärt auf (Shannon; Fernsehserie, 36 Folgen)
- 1962: Das Zeichen der Musketiere (Il colpo segreto di d'Artagnan)
- 1965: FBI jagt Phantom (The Human Duplicators)
- 1965: Schüsse aus dem Geigenkasten
- 1965: Mordnacht in Manhattan
- 1966: Die Rechnung – eiskalt serviert
- 1966: Um null Uhr schnappt die Falle zu
- 1967: Der Mörderclub von Brooklyn
- 1967: Sumuru – Die Tochter des Satans (The Million Eyes of Sumuru)
- 1967: Radhapura – Endstation der Verdammten
- 1967: Das Haus der tausend Freuden
- 1968: Der Tod im roten Jaguar
- 1968: Dynamit in grüner Seide
- 1969: Todesschüsse am Broadway
- 1972: Owen Marshall – Strafverteidiger (Owen Marshall: Counselor at Law; Fernsehserie, 1 Folge)
- 1972: FBI (Fernsehserie, 1 Folge)
- 1973: Beyond Atlantis
- 1974: Nakia, der Indianersheriff (Nakia; Fernsehserie, 1 Folge)

## Werke
- George Nader: Chrome, Jove Pubns – ISBN 0-515-04846-1 (englisch)